# Gertie Brown
 (janvier 2024).
Si vous disposez d'ouvrages ou d'articles de référence ou si vous connaissez des sites web de qualité traitant du thème abordé ici, merci de compléter l'article en donnant les références utiles à sa vérifiabilité et en les liant à la section « Notes et références ».
En pratique : Quelles sources sont attendues ? Comment ajouter mes sources ?
 (décembre 2023).
La mise en forme du texte ne suit pas les recommandations de Wikipédia : il faut le « wikifier ».
Les points d'amélioration suivants sont les cas les plus fréquents. Le détail des points à revoir est peut-être précisé sur la page de discussion.
- Les titres sont pré-formatés par le logiciel. Ils ne sont ni en capitales, ni en gras.
- Le texte ne doit pas être écrit en capitales (les noms de famille non plus), ni en gras, ni en italique, ni en « petit »…
- Le gras n'est utilisé que pour surligner le titre de l'article dans l'introduction, une seule fois.
- L'italique est rarement utilisé : mots en langue étrangère, titres d'œuvres, noms de bateaux, etc.
- Les citations ne sont pas en italique mais en corps de texte normal. Elles sont entourées par des guillemets français : « et ».
- Les listes à puces sont à éviter, des paragraphes rédigés étant largement préférés. Les tableaux sont à réserver à la présentation de données structurées (résultats, etc.).
- Les appels de note de bas de page (petits chiffres en exposant, introduits par l'outil «  Source ») sont à placer entre la fin de phrase et le point final[comme ça].
- Les liens internes (vers d'autres articles de Wikipédia) sont à choisir avec parcimonie. Créez des liens vers des articles approfondissant le sujet. Les termes génériques sans rapport avec le sujet sont à éviter, ainsi que les répétitions de liens vers un même terme.
- Les liens externes sont à placer uniquement dans une section « Liens externes », à la fin de l'article. Ces liens sont à choisir avec parcimonie suivant les règles définies. Si un lien sert de source à l'article, son insertion dans le texte est à faire par les notes de bas de page.
- La présentation des références doit suivre les conventions bibliographiques. Il est recommandé d'utiliser les modèles {{Ouvrage}}, {{Chapitre}}, {{Article}}, {{Lien web}} et/ou {{Bibliographie}}. Le mode d'édition visuel peut mettre en forme automatiquement les références.
- Insérer une infobox (cadre d'informations à droite) n'est pas obligatoire pour parachever la mise en page.

Pour une aide détaillée, merci de consulter Aide:Wikification.
Si vous pensez que ces points ont été résolus, vous pouvez retirer ce bandeau et améliorer la mise en forme d'un autre article.
Pour les articles homonymes, voir Brown.
Gertie Brown Moore, née Gilberta Gertrude Chevalier le 23 août 1878 et décédée le 24 février 1934, est une artiste de vaudeville et l'une des premières actrices de cinéma afro-américaines. Brown est principalement reconnue pour sa performance dans le film muet de 1898 Something Good – Negro Kiss, qui a connu un regain de popularité et est devenu viral en 2018.

## Biographie
Selon le recensement américain de 1900, Gertie Brown est âgée de 22 ans, indiquant qu'elle est née en 1878. D'après sa nécrologie, elle commence sa carrière sur scène dès l'âge de neuf ans. Dans les années 1890, elle apparait aux côtés du compositeur et artiste renommé Saint Suttle (1870-1932) dans des spectacles de vaudeville et des minstrel shows à Chicago et à travers le pays. Ensemble avec Suttle, John et Maud Brewster, ils forment "The Rag-Time Four", un groupe dédié à la popularisation d'une variante de la danse Cake-walk. En 1899, Suttle et Brown sont présentés dans le vaudeville sous le nom de "Two Real Ragtime Coons". De 1906 à environ 1915, Gertie Brown est l'une des principales actrices du Pekin Theatre de Chicago, où elle joue des rôles comme "une Indienne" dans le spectacle Coffey and Girls of All Nations en 1915.
Brown épouse le comédien et acteur Tim Moore en septembre 1915, ce qui ouvre la voie à une nouvelle carrière qui la mène à travers le pays et à l'international. Connus sous le nom de Tim et Gertie Moore, le couple voyage sur les circuits de vaudeville à travers les États-Unis, la Nouvelle-Zélande, les îles hawaïennes et l'Australie, où ils sont salués comme un duo « exceptionnellement talentueux ». De 1920 à 1924, ils parcourent les circuits de vaudeville Dudley et T.O.B.A. avec leur propre compagnie, The Chicago Follies. En 1923, ils jouent également dans le film muet perdu His Great Chance.
Avec Tim Moore comme vedette, Gertie joue à ses côtés à Broadway dans la comédie musicale Lucky Sambo en 1925. Entre 1925 et 1927, ils font partie de la Columbia Amusement Company, apparaissant dans le succès d'Edward E. Daly, Rarin' to Go. En 1927, elle apparait également avec lui dans The Southland Revue et, au début de 1928, dans leur spectacle Bronze Buddies. Après que Tim Moore a été choisi comme comédien principal pour le film Blackbirds of 1928 de Lew Leslie, Gertie réduit ses apparitions sur scène. Elle consacre davantage de temps à sa vie domestique et s'implique dans des activités caritatives, aidant les acteurs en difficulté pendant les premières années de la Grande Dépression, notamment en contribuant à la création d'un foyer pour les acteurs démunis.
Gertie Brown décède en 1934 des suites d'une double pneumonie à l'hôpital de Harlem.

## Something Good – Negro Kiss
Redécouvert en 2017, Something Good – Negro Kiss présente un couple afro-américain en train de s'embrasser et de danser. Les travaux de la chercheuse Allyson Nadia Field ont permis d'identifier les acteurs comme étant Suttle et Brown. Les historiens du cinéma suggèrent que Something Good était probablement un film improvisé tourné dans le quartier de South Loop à Chicago, peut-être alors que Suttle et Brown étaient au studio de William Selig pour enregistrer une danse cakewalk. En 2022, le film a été inclus dans l'exposition "Regénération : Black Cinema 1898 - 1971" à l'Academy Museum of Motion Pictures de Los Angeles, aux États-Unis.